# Pyrola forrestiana
Pyrola forrestiana är en ljungväxtart som beskrevs av Heinrich Andres. Pyrola forrestiana ingår i släktet pyrolor, och familjen ljungväxter. Inga underarter finns listade i Catalogue of Life.